# Pikkusaari (ö i Lappland, Tornedalen)
Pikkusaari är en ö i Finland. Den ligger i sjön Palolompolo och i kommunen Övertorneå i den ekonomiska regionen  Tornedalens ekonomiska region  och landskapet Lappland, i den norra delen av landet, 700 km norr om huvudstaden Helsingfors. Öns area är 1,5 hektar och dess största längd är 180 meter i öst-västlig riktning.